# Wilson Pickett
Wilson Pickett (Prattville, Alabama, 18. ožujka 1941.- Ashburn, Virginia, 19. siječnja 2006.) bio je američki R&B, rock i soul pjevač i kantautor poznat po svom snažnom, hrapavom glasu.
Jedan od glavnih protagonista u razvoju američke soul glazbe, Wilson Pickett snimio je preko 50 pjesama koje su dospjele na vrh američkih R&B ljestvica, a vrlo često i na vrh pop ljestvica. Među njegovim najpoznatijim hitovima su pjesme: In The Midnight Hour (on je i koator), Land of a Thousand Dances, Mustang Sally i Funky Broadway.
Zbog svog izuzetnog glazbenog doprinosa uvršten je 1991. godine u Rock kuću slavnih (Rock and Roll Hall of Fame).

## Životopis
Rođen je u brojnoj obitelji, kao najmlađi od 11 djece, već kao mali pjevao u zboru lokalne baptističke crkve. Bojao se majke te je otišao živjeti s ocem u Detroit 1955. godine.

### Prvi glazbeni koraci 1955. – 1964.
Od 1955. godine Pickett je član zbora gospel pjevača Violinaires, koji je krstario amerikom i pjevao po crkvama. Nakon četiri godine napustio je svoj zbor i pridružio se sastavu The Falcons 1959. koji su pjevali mnogo unosniju glazbu za tržište.
The Falcons su bili jedna od prvih vokalnih skupina koji su gospel glazbu iznijeli na tržište i tako utrli put soul glazbi. Pickettov najveći uspjeh s Falconsima je pjesma I Found Love iz 1962. koja se popela na # 6 na R&B ljestvicama, te na  # 75 na pop ljestvicama popularnosti.
Ubrzo nakon snimanja I Found Love, Pickett je snimio i svoje prve snimke kao solo pjevač; I'm Gonna Cry, te If You Need Me. Ova potonja balada se toliko dopala Jerryju Wexleru, producentu Atlantic Recordsa, da ju je povjerio tada popularnom soul pjevaču Solomon Burku. Pjesma "If You Need Me" postala je jedan od najvećih hitova Solomon Burka (# 2 R & B, # 37 pop). No Wilsona Picketta je to teško pogodilo, kad je shvatio da ga je Atlantic Records izigrao i dao njegovu pjesmu drugom.
Pickettov prvi veći uspjeh došao je s pjesmom It's Too Late (vlastita skladba), ploča se popela na # 7 na R&B listama, te na # 49 pop listi, 27. srpnja 1963. Ovaj uspjeh uvjerio je manadžera Wexlera iz Atlantic Recordsa da kupe njegov ugovor od Double L Recordsa 1964. godine.

### Uspjeh s hitom The Midnight Hour, 1965.
Pickett je svoju karijeru u Atlantic Recordsu započeo sa singl pločom - I'm Gonna Cry, koja je jedva dospjela do #124 mjesta na top listi. Ni druga ploča nije bolje prošla, uspjeh mu je donio tek treći singl In the Midnight Hour (1965.) koji je snimio u studiju Stax Records u Memphis, Tennessee. Ploča je postala hit #1 na R&B, te # 21 na američkoj pop ljestvici, a popela se i na #12 u Britaniji.
Nakon toga Pickett je snimio Land of a Thousand Dances, ploču koja je postala njegov treći R & B hit # 1, i njegov najveći uspjeh na pop listi, dospjela je na # 6. Ta pjesma je izvorno bila skladba Chrisa Kennera, a uspjeh s njom već je postigao sastav Cannibal & the Headhunters.
Nakon tog uslijedili su hitovi; Mustang Sally (# 6 R & B, # 23 pop), te Funky Broadway, (još jedan Pickettov R&B hit #1, pop # 8). Na gotovo svim Pickettovim slavnim snimkama svirali su kao prateći muzičari; Spooner Oldham (klavijature) i Roger Hawkins (bubnjevi).
Pickett je i nadalje vjerno snimao, ali je soul postupno izlazio iz mode. Njegov peti posljednji R&B hit #1 bio je Don't Knock My Love, Pt. 1, koji se također popeo i # 13 na pop listi 1971. godine.
Nakon tog je promijenio izdavača i potpisao za kuću RCA Records, ali njegova karijera je nepovratno krenula nizbrdo, snimao je i dalje ali promjena muzičkog ukusa i moda disko glazbe učinili su svoje te se nije više uspio vinuti dalje od #90 na ljestvicama. Koncertrirao je sve do 2004. kad više nije mogao zbog bolesti.
Izvan pozornice, Pickettov život je bio velika zbrka zbog njegove nagle prirode, često je zbog vožnje u pijanom stanju ili droge bio u sudaru sa zakonom. Nakon što je pregazio 86 godišnjeg pješaka 1993. godine, osuđen je na zatvorsku kaznu od godine dana (pet godina uvjetno).
Wison Pickett umro je od srčanog udara u bolnici.

## Diskografija

### Singl ploče
| Izdana | Naslov                                            | Pozicija na top ljestvici              | Pozicija na top ljestvici | Pozicija na top ljestvici |
| Izdana | Naslov                                            | Billboard Hot 100 (američka top lista) | američka R&B lista        | Britanska top lista       |
| ------ | ------------------------------------------------- | -------------------------------------- | ------------------------- | ------------------------- |
| 1962.  | "If You Need Me"                                  | #64                                    | #30                       |                           |
| 1963.  | "It's Too Late"                                   | #49                                    | #7                        |                           |
| 1963.  | "I'm Down to My Last Heartbreak"                  | #95                                    | #27                       |                           |
| 1963.  | "My Heart Belongs to You" (reizdana 1965.)        | #109                                   |                           |                           |
| 1964.  | "I'm Gonna Cry"                                   | #124                                   |                           |                           |
| 1964.  | "Come Home Baby"                                  |                                        |                           |                           |
| 1965.  | "In the Midnight Hour"                            | #21                                    | #1                        | #12                       |
| 1965.  | "Don't Fight It"                                  | #53                                    | #4                        | #29                       |
| 1966.  | "634-5789 (Soulsville, U.S.A.)"                   | #13                                    | #1                        | #36                       |
| 1966.  | "Ninety Nine and a Half (Won't Do)"               | #53                                    | #13                       |                           |
| 1966.  | "Land of a Thousand Dances"                       | #6                                     | #1                        | #22                       |
| 1966.  | "Mustang Sally"                                   | #23                                    | #6                        | #28                       |
| 1967.  | "Everybody Needs Somebody to Love"                | #29                                    | #19                       |                           |
| 1967.  | "I Found a Love - Pt. 1"                          | #32                                    | #6                        |                           |
| 1967.  | "You Can't Stand Alone" (A-strana)                | #70                                    | #26                       |                           |
| 1967.  | → "Soul Dance Number Three" (A-strana i B-strana) | #55                                    | #10                       |                           |
| 1967.  | "Funky Broadway"                                  | #8                                     | #1                        | #43                       |
| 1967.  | "I'm in Love" (A-strana)                          | #45                                    | #4                        |                           |
| 1967.  | → "Stag-O-Lee" (B-strana)                         | #22                                    | #13                       |                           |
| 1968.  | "Jealous Love" (A-strana)                         | #50                                    | #18                       |                           |
| 1968.  | → "I've Come a Long Way" (B-strana)               | #101                                   | #46                       |                           |
| 1968.  | "She's Looking Good"                              | #15                                    | #7                        |                           |
| 1968.  | "I'm a Midnight Mover"                            | #24                                    | #6                        | #38                       |
| 1968.  | "I Found a True Love"                             | #42                                    | #11                       |                           |
| 1968.  | "A Man and a Half"                                | #42                                    | #20                       |                           |
| 1968.  | "Hey Jude"                                        | #23                                    | #13                       | #16                       |
| 1969.  | "Mini-skirt Minnie"                               | #50                                    | #19                       |                           |
| 1969.  | "Born to Be Wild"                                 | #64                                    | #41                       |                           |
| 1969.  | "Hey Joe"                                         | #59                                    | #29                       |                           |
| 1969.  | "You Keep Me Hangin' On"                          | #92                                    | #16                       |                           |
| 1970.  | "Sugar, Sugar" (A-strana)                         | #25                                    | #4                        |                           |
| 1970.  | → "Cole, Cooke, and Redding" (B-strana)           | #91                                    | #11                       |                           |
| 1970.  | "She Said Yes"                                    | #68                                    | #20                       |                           |
| 1970.  | "Get Me Back On Time, Engine Number 9"            | #14                                    | #3                        |                           |
| 1971.  | "Don't Let the Green Grass Fool You"              | #17                                    | #2                        |                           |
| 1971.  | "Don't Knock My Love"                             | #13                                    | #1                        |                           |
| 1971.  | "Call My Name, I'll Be There"                     | #52                                    | #10                       |                           |
| 1971.  | "Fire and Water"                                  | #24                                    | #2                        |                           |
| 1972.  | "Funk Factory"                                    | #58                                    | #11                       |                           |
| 1972.  | "Mama Told Me Not To Come"                        | #99                                    | #16                       |                           |
| 1973.  | "Mr. Magic Man"                                   | #98                                    | #16                       |                           |
| 1973.  | "Take a Closer Look at the Woman You're With"     | #90                                    | #17                       |                           |
| 1973.  | "International Playboy"                           | #104                                   | #30                       |                           |
| 1974.  | "Soft Soul Boogie Woogie"                         | #103                                   | #20                       |                           |
| 1974.  | "Take Your Pleasure Where You Find It"            |                                        | #68                       |                           |
| 1974.  | "I Was Too Nice"                                  |                                        |                           |                           |
| 1975.  | "The Best Part of A Man"                          |                                        | #26                       |                           |
| 1976.  | "Love Will Keep Us Together"                      |                                        | #69                       |                           |
| 1977.  | "Love Dagger"                                     |                                        |                           |                           |
| 1978.  | "Who Turned You On"                               |                                        | #59                       |                           |
| 1978.  | "Groovin'"                                        |                                        | #94                       |                           |
| 1979.  | "I Want You"                                      |                                        | #41                       |                           |
| 1980.  | "Live With Me"                                    |                                        | #95                       |                           |
| 1981.  | "Ain't Gonna Give You No More"                    |                                        |                           |                           |
| 1981.  | "Back On The Right Track"                         |                                        |                           |                           |
| 1987.  | "Don't Turn Away"                                 |                                        | #74                       |                           |
| 1987.  | "In the Midnight Hour" (reizdanje)                |                                        |                           | #62                       |
| 1988.  | "Love Never Let Me Down"                          |                                        |                           |                           |

### Albumi
- In The Midnight Hour (1965., Atlantic) US: #107
- The Exciting Wilson Pickett (1966.) US: #21
- The Best Of Wilson Pickett (1967.) US: #35
- The Wicked Pickett (1967.) US: #42
- The Sound Of Wilson Pickett (1967.) US: #54
- I'm In Love (1967.) US: #70
- The Midnight Mover (1968.) US: #91
- Hey Jude (1968.) US: #97
- Wilson Pickett In Philadelphia (1970.) US: #64
- Right On (1970.) US: #197
- The Best Of Wilson Pickett, Vol. II (1971.) US: #73
- Don't Knock My Love (1972.) US: #132
- Mr. Magic Man (1973., RCA) US: #187
- Wilson Pickett's Greatest Hits (1973.) US: #178
- Miz Lena's Boy (1973., RCA)
- Pickett In The Pocket (1974., RCA)
- Live In Japan (1974., RCA)
- Join Me And Let's Be Free (1975., RCA)
- Chocolate Mountain (1976., Wicked)
- Funky Situation (1978., Big Tree)
- I Want You (1979., EMI)
- Right Track (1981., EMI)
- American Soul Man (1987., Motown)
- A Man And A Half: The Best Of Wilson Pickett (1992., Rhino/Atlantic)
- It's Harder Now (Bullseye Blues 1999.)
- Live And Burnin' - Stockholm '69 (Soulsville 2009.)
- Live In Germany 1968 (Crypt Records 2009).

## Vanjske poveznice
- Wilson Picket 1999., Alabama Music Hall of Fame  Arhivirana inačica izvorne stranice od 25. siječnja 2006. (Wayback Machine)
- Wilson Pickett na stranicama classicbands.com
- The Wicked Wilson Pickett  Arhivirana inačica izvorne stranice od 26. siječnja 2006. (Wayback Machine).
- Wilson Pickett na stranicama portala Rolling stone  Arhivirana inačica izvorne stranice od 21. lipnja 2009. (Wayback Machine)